# ガガブタ
ガガブタ（鏡蓋、Nymphoides indica）はミツガシワ科アサザ属の多年草。湖沼やため池などにみられる水草である。

## 分布
アジア、アメリカ、アフリカ、オーストラリアの温帯域に広く生育する。日本の本州以西や台湾全土にも分布している。
あまり深くない止水域に出現する。ただし池沼の改修工事や水質汚濁などに伴い、日本では個体群が減少傾向にある。

## 形態、生態

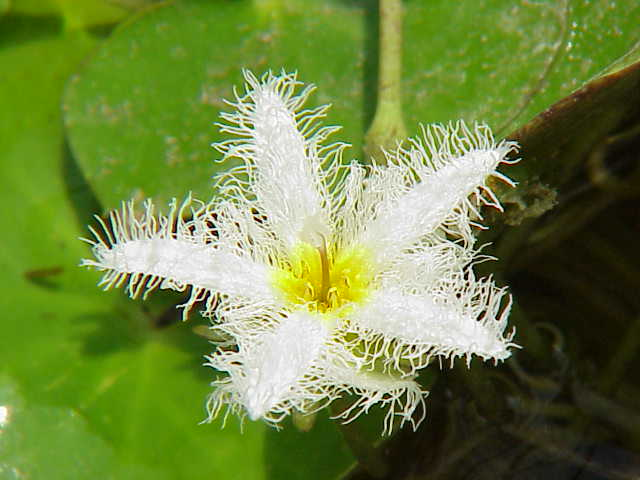
ガガブタの花

浮葉性、または抽水性の植物で、地下茎をのばして生長する。スイレンに似た円心形もしくは卵心形の浮葉をつけ、長さ8-20cm。抽水葉をつけることもある。ただしスイレンと決定的に違うのは、水底の茎から伸びるのが葉柄でなく茎であることである。浮葉の少し下に芽や根が出る部位があり、ここから先だけが真の葉柄である。この部分から根や花芽、やがては葉も出てくることで、この部分だけで独立した植物体となることが出来る。夏から秋にかけて、葉柄の基部にバナナのような形をした殖芽をつくる。
花期は7-9月で、多数の白い花を咲かせる。花は上記の葉の少し下の部位から出る。水面から出た花には5弁があり、その白い花弁の周辺は細かく裂けていて、一面に毛が生えたような見かけになっている。自家不和合性をもち、結実するためには他家受粉が必要となる。
染色体数は2n=18。

## 近縁種

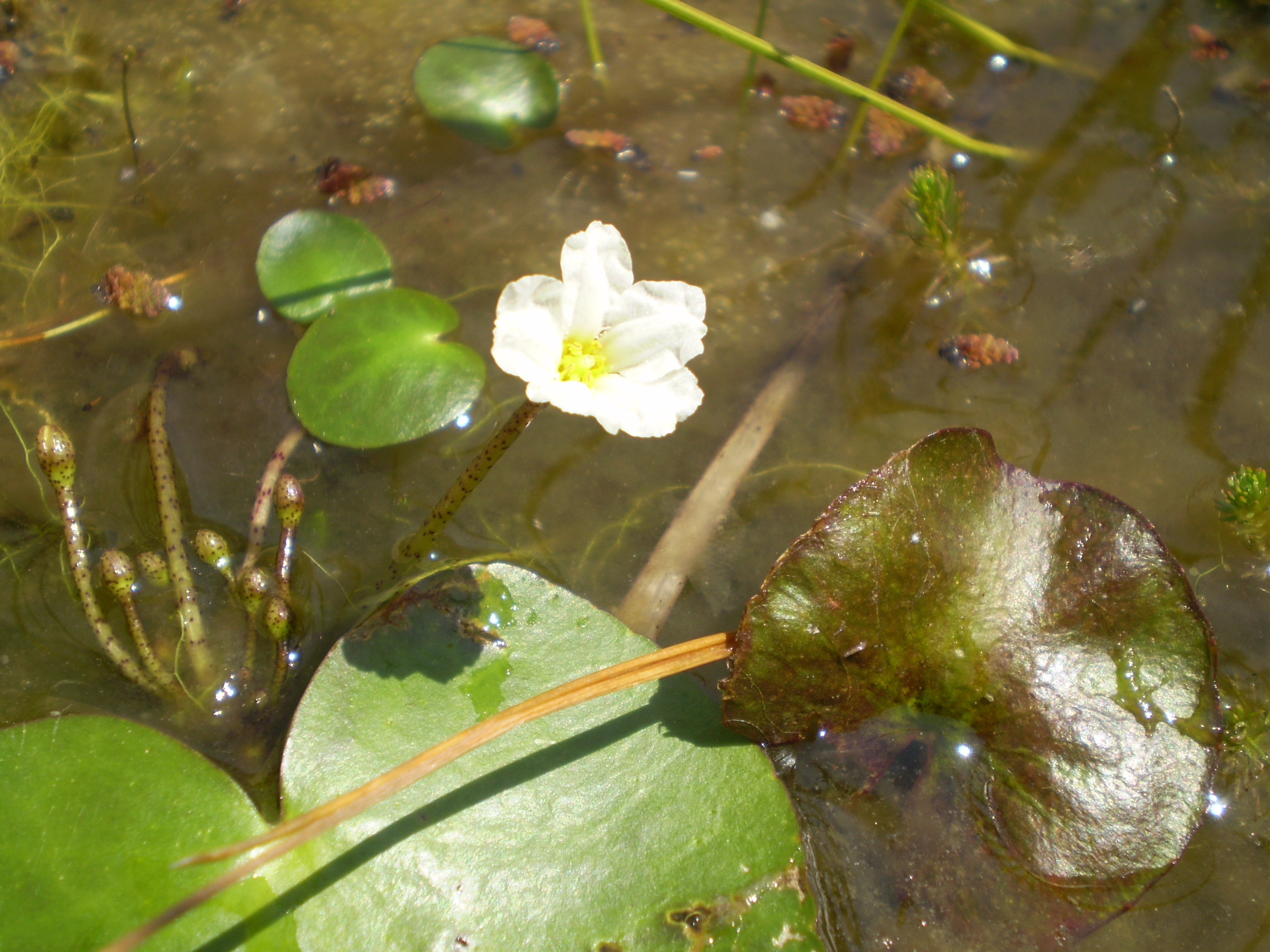
ハナガガブタ(Nymphoides aquatica)

- ヒメシロアサザ Nymphoides coreana (Lev.)
  - ガガブタに似ているが一回り小さく、また花弁に毛がない。
- ハナガガブタ Nymphoides aquatica  (J.F. Gmel.) Kuntze
  - 北アメリカなどに生息しており、バナナプラントといった名称でアクアリウムに用いられることがある。1990年には兵庫県で野生化したハナガガブタが確認された。
- タイワンガガブタ Nymphoides hydrophylla (Lour.) Kuntze
  - 台湾などに生息。ハナガガブタと同様にバナナプラントと呼ばれることもある。

## 利用
ガガブタの近縁種であるタイワンガガブタの葉柄は、中華料理で用いられる水蓮菜（野蓮）として食用にされる。また、アクアリウムで用いられることがある。